# Prințesă Regală
Prințesa Regală (în engleză Princess Royal) este un titlu acordat în mod obișnuit (dar nu automat) de monarhii britanici⁠(d) fiicelor lor mai mari. Deși pur onorific, reprezintă cea mai mare onoare care poate fi acordată unei femei membre a familiei regale. Au fost șapte prințese regale; prințesa Anne a devenit prințesă regală în 1987.
Titlul de Prințesa Regală a apărut când regina Henrietta Maria (1609–1669), fiica lui Henric al IV-lea, regele Franței și soția regelui Carol I (1600–1649), a vrut să imite felul în care fiica cea mare a regelui Franței a fost numită „Madame Royale”. Astfel, prințesa Mary (născută în 1631), fiica Henriettei Maria și a lui Carol, a devenit prima Prințesă Regală în 1642.
S-a stabilit că titlul nu aparține nimănui de drept, ci este dat în întregime la discreția suveranului. Prințesa Maria (mai târziu regina Maria a II-a) (1662–1694), fiica cea mare a regelui Iacob al II-lea și prințesei Sofia Dorothea (1687–1757), singura fiică a regelui George I, au fost eligibile pentru această onoare, dar nu au primit-o. În momentul în care au devenit eligibile pentru titlu, prințesa Maria era deja prințesă de Orania, iar Sofia Dorothea era deja regină în Prusia. O prințesă regală nu a ajuns niciodată la tronul britanic; Prințesa Victoria, fiica cea mare a Reginei Victoria, a fost singura Prințesă Regală care a fost, în același timp, prezumtivă moștenitoare, până când a fost înlocuită la nașterea fratelui ei, prințul Albert Eduard.
Prințesa Louisa Maria (1692–1712), fiica cea mai mică a regelui Iacob al II-lea (decedat în 1701), născută după ce tatăl ei a pierdut coroana în Revoluția glorioasă din 1688–1689, a fost considerată de către iacobiți a fi Prințesă Regală în timpul exilului lui Iacob la Saint-Germain-en-Laye și a fost numită așa de ei, deși nu ea a fost fiica cea mai mare în viață a lui Iacob în niciun moment al vieții ei.
Titlul este deținut pe viață, chiar dacă titulara trăiește mai mult decât părintele său, monarhul. La moartea unei prințese regale, titlul nu este moștenit de nici una dintre fiicele ei; în schimb, dacă părintele monarh al regretatei Prințese Regale a murit și el, noul monarh îl poate dărui propriei sale fiice mai mari. Astfel, prințesei Louise i s-a acordat titlul de Prințesă Regală de către tatăl ei, regele Eduard al VII-lea, în 1905; ea l-a păstrat până la moartea sa în 1931, la peste douăzeci de ani în timpul domniei fratelui ei, regele George al V-lea. Abia după moartea lui Louise, titlul a devenit disponibil pentru propria fiică a lui George, prințesa Mary, căreia i s-a acordat titlul în 1932, păstrându-l până la moartea sa, în 1965. Deoarece Mary a supraviețuit nu numai tatălui ei, ci și fratelui ei, regele George al VI-lea, titlul nu a fost niciodată disponibil în timpul domniei lui George al VI-lea pentru a fi acordat fiicei sale mai mari, prințesa Elisabeta (mai târziu regina Elisabeta a II-a), deși aceasta ar fi fost eligibilă pentru a-l deține. Dacă prințesa Anne moare în timpul domniei fratelui ei, regele Charles al III-lea, atunci nu ar exista o Prințesă Regală eligibilă; Charles al III-lea nu are fiice, iar prințesa Charlotte, fiica lui William, Prinț de Wales, va deveni eligibilă numai după urcarea lui William pe tron.
De obicei, atunci când o prințesă se căsătorește, ea primește titlul deținut de soț. Dacă soțul ei are un titlu inferior, titlul ei de prințesă rămâne în uz, deși poate fi combinat ulterior cu titlul soțului ei, de exemplu ASR Prințesa Louise, Ducesa de Argyll sau ASR Prințesa Alice, Contesa de Athlone – dacă prințesa avea o denumire teritorială, poate înceta folosirea acesteia. În mod excepțional, însă, o prințesă căreia i s-a acordat titlul de ASR Prințesa Regală nu îl va combina de obicei cu titlul ei obținut în urma căsătoriei. De exemplu, prințesa Anne a fost Alteța Sa Regală Prințesa Regală de când i s-a acordat titlul în 1987; înainte de aceasta, titlul ei oficial era Alteța Sa Regală Prințesa Anne, doamna Mark Phillips.

## Lista deținătoarelor titlului
Urmează o listă completă a femeilor cu titlul oficial Prințesă Regală:
| Nr. crt. | Prințesă Regală                                                                                                 | Portret | Născută | Deținut | Căsătorii                                                                      | Moarte                                                   |
| -------- | --- | ------- | --- | ------- | ------------------------------------------------------------------------------ | -------------------------------------------------------- |
| 1        | Prințesa Mary 1642–1660(de asemenea: prințesă de Orania și contesă de Nassau (1641))                            |         | 4 noiembrie 1631, Palatul St. James, Londra; fiica regelui Carol I al Angliei și a Henriettei Maria a Franței                          | 18 ani  | 2 mai 1641Wilhelm al II-lea, Prinț de Orania (1 fiu)                           | 24 decembrie 1660, Palatul Whitehall, Londra             |
| 2        | Prințesa Anne 1727–1759(de asemenea: prințesă de Orania (1734))                                                 |         | 2 noiembrie 1709, Palatul Herrenhause, Hanovra; fiica regelui George al II-lea al Marii Britanii și a Carolinei de Ansbach             | 32 ani  | 25 martie 1734Williem al IV-lea de Orania (3 copii)                            | 12 ianuarie 1759, Haga, Țările de Jos                    |
| 3        | Prințesa Charlotte 1789–1828(de asemenea: Ducesă de Württemberg (1797), Regină Consoartă de Württemberg (1806)) |         | 29 septembrie 1766, Casa Buckingham, Londra; fiica regelui George al III-lea al Regatului Unit și a Charlottei de Mecklenburg-Strelitz | 39 ani  | 18 mai 1797Frederic I de Württemberg (1 fiică)                                 | 5 octombrie 1828, Palatul Ludwigsburg, Baden-Württemberg |
| 4        | Prințesa Victoria 1841–1901(de asemenea: Împărăteasă Germană și Regină Consoartă a Prusiei (1888))              |         | 21 noiembrie 1840, Palatul Buckingham, Londra; fiica reginei Victoria a Regatului Unit și a prințului Albert                           | 60 ani  | 25 ianuarie 1858 Frederic al III-lea al Germaniei (8 copii)                    | 5 august 1901, Schloss Friedrichshof, Hessa              |
| 5        | Prințesa Louise 1905–1931(de asemenea: Ducesă de Fife (1889))                                                   |         | 20 februarie 1867, Casa Marlborough, Londra; fiica regeluiEdward al VII-lea al Regatului Unit și a Alexandrei a Danemarcei             | 26 ani  | 27 iulie 1889Alexander Duff, primul duce de Fife (3 copii)                     | 4 ianuarie 1931, Portman Square, Londra                  |
| 6        | Prințesa Mary 1932–1965(de asemenea: Contesă de Harewood (1929))                                                |         | 25 aprilie 1897, York Cottage, Sandringham; fiica regelui George al V-lea al Regatului Unit și Mary de Teck                            | 33 ani  | 28 februarie 1922Henry Lascelles, al VI-lea Conte de Harewood (2 fii)          | 28 martie 1965, Casa Harewood, West Yorkshire            |
| 7        | Prințesa Anne 1987–prezent                                                                                      |         | 15 august 1950, Casa Clarence, Londra; fiica reginei Elisabeta a II-a și a prințului Philip                                            | 38 ani  | 14 noiembrie 1973Mark Phillips (2 copii)—12 decembrie 1992Sir Timothy Laurence | —acum 74 ani, 225 zile                                   |

## În ficțiune
- În universul alternativ al Casei M al Marvel Comics, Betsy Braddock este sora geamănă mai mare a regelui britanic și poartă titlul de Prințesă Regală.
- Romanul The Lady Royal, de Molly Costain Haycraft, este o relatare fictivă a vieții Isabellei de Coucy. Potrivit narațiunii, Isabella a primit titlul de Prințesă Regală și apoi a primit titlul mai „matur” de Doamnă Regală de la părinții ei. Aceasta este o fabricație; deși Isabella, ca fiică cea mai mare a lui Eduard al III-lea, se bucura de privilegiile speciale care vin odată cu rangul ei, ea nu ar fi putut fi intitulată Prințesa Regală, deoarece titlul nu a fost folosit în Anglia decât cu mult timp după moartea ei. Titlul de „Doamna Regală” nu a existat niciodată.